# 库尔特·维特里希

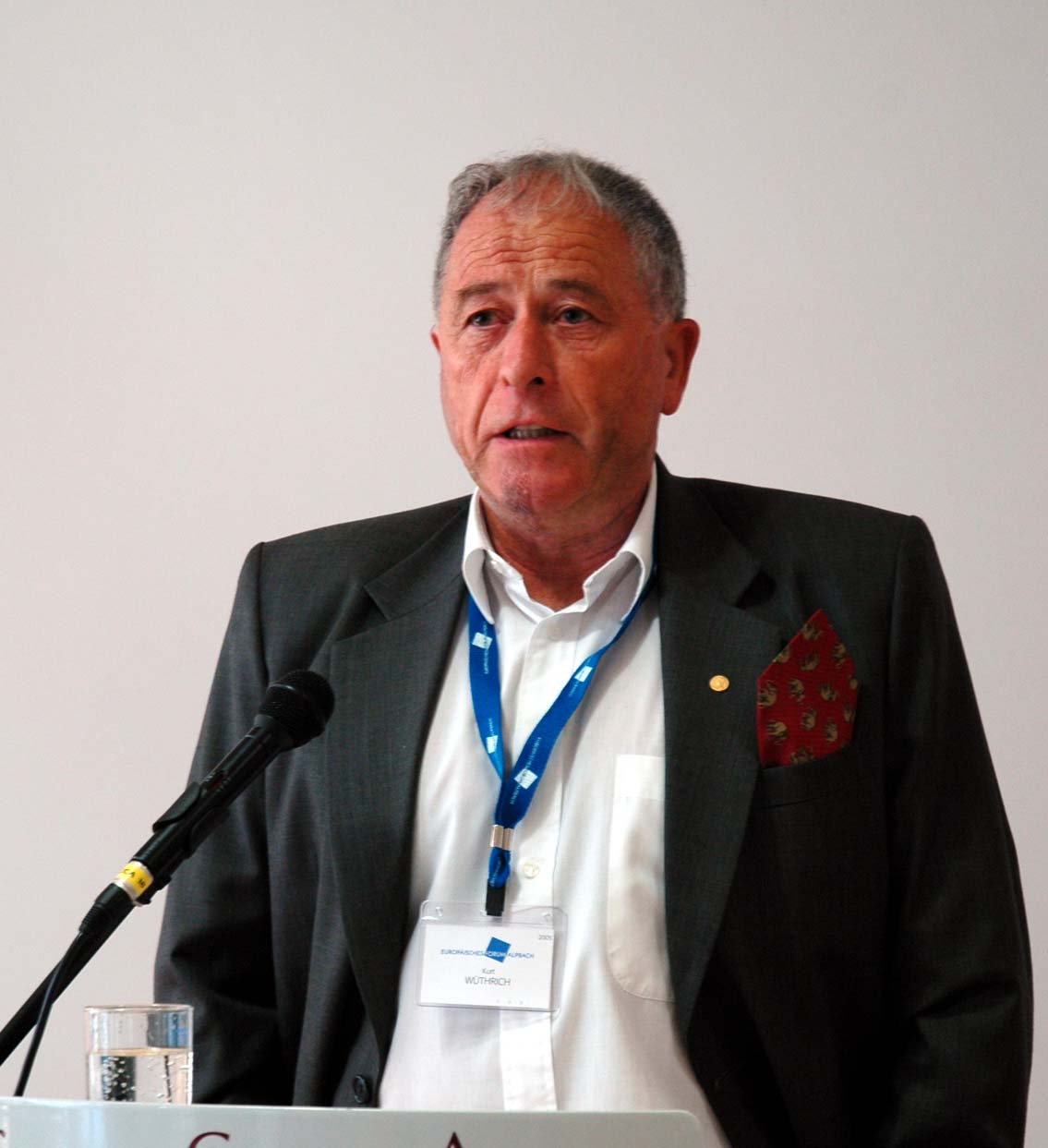
库尔特·维特里希

库尔特·维特里希（德語：Kurt Wüthrich，1938年10月4日—），瑞士化学家。苏黎世联邦理工学院教授、上海科技大学iHuman研究所特聘教授，世界顶尖科学家协会指导委员会成员，拥有中华人民共和国永久居留权。

## 生平
1938年，库尔特·维特里希生于瑞士的阿尔贝格。1957年，维特里希进入伯尔尼大学学习，并在毕业后收获了数学、物理和化学的硕士学位。在大学读书时，维特里希还兼职担任滑雪教练，藉此于1961年遇到了自己未来的妻子，两人于1963年完婚。
1964年，库尔特·维特里希获得瑞士巴塞尔大学无机化学博士学位。1965年春，维特里希一家搬到美国，在加州大学伯克利分校开展博士后研究。1969年10月，维特里希回到瑞士，进入苏黎世联邦理工学院工作。1975年，维特里希当选为国际纯粹与应用生物物理学联合会的成员。1977年，维特里希开始将二维核磁共振的方法用于生物高分子研究，并在此基础上不断拓展和完善。
自1980年起，维特里希担任瑞士苏黎世联邦理工学院的分子生物物理学教授，还任美国斯克里普斯研究所的结构生物学客座教授。1983年春天，时任国际纯粹与应用生物物理学联合会秘书长的库尔特·维特里希到访中国，会见联合会的中方代表，他此前曾为1982年中方成功加入联合会做出贡献。
1984年，库尔特·维特里希成功地利用核磁共振光谱描绘出了蛋白质的三维结构，但其创新的技术方法与当时普遍采用X射线结晶解析解读蛋白质三维结构的方法不同，因而未被其他学者肯定、并被认为“一定是从已经知道结构的蛋白质的形状类推得到的”。此后，罗伯特·休伯提议与其用不同方法解析蛋白质结构，但最终双方解析结果的一致时，依旧未能彻底打消其他学者的怀疑，直至1992年其他学者发表的用X射线结晶衍射再次解析的金属硫蛋白的结果与此前库尔特·维特里希发表的解析结果一致时，用核磁共振解读蛋白质三维结构的新技术才获学界认同。
1986年，维特里希在联合国教科文组织和国际纯粹与应用生物物理学联合会的帮助下，在北京开办了一个生物物理学校。
2002年，库尔特·维特里希因发明了利用核磁共振技术测定溶液中生物大分子三维结构的方法，与约翰·贝内特·芬恩、田中耕一共同获得了诺贝尔化学奖。 
2013年，维特里希受聘担任上海科技大学iHuman研究所特聘教授，与研究所创始人雷蒙德·史蒂芬共事。同年，在库尔特·维特里希的建议、推动下，iHuman核磁共振课题组得以成立。其在上科大执教期间，还促成了上海科技大学与美国斯克利普斯研究所、哈佛大学和瑞士联邦理工等高校、机构的合作。
2018年4月，库尔特·维特里希获得中华人民共和国永久居留权，此后又被授予上海市国际科技合作奖。

## 荣誉
1991年，获得路易莎·格罗斯·霍维茨奖、获得马塞尔·本努瓦奖。
1992年，当选美国国家科学院外籍院士。
1998年，获得本年度尖端技术领域的京都奖。
2000年，当选法兰西科学院院士。
2002年，获得诺贝尔化学奖。
2004年，当选拉脱维亚科学院外籍成员。
2010年，当选皇家学会院士外籍会士。
2017年，获得上海市国际科技合作奖。
2020年，获得上海市“白玉兰纪念奖”。